# Lil Xan
Nicholas Diego Leanos (Redlands, California, 6 de septiembre de 1996), conocido por su nombre artístico como Lil Xan, o simplemente Diego, es un rapero estadounidense. Conocido por su canción  «Betrayed», que fue certificada platino por la RIAA y alcanzó el puesto 64 en el Billboard Hot 100. El 6 de abril de 2018, Leanos lanzó su álbum de estudio debut, Total Xanarchy. Ha participado con Diplo, en la canción titulada «Color Blind», que actualmente tiene más de 152 millones de visitas en YouTube.
Su nombre artístico se deriva de Xanax, el nombre comercial del medicamento recetado alprazolam.

## Biografía
Nació en Redlands, California de padres mexicanos. Leanos tuvo una infancia pobre y vivió la mayor parte de su infancia en moteles. Asistió a Redlands East Valley High School, pero abandonó la escuela secundaria en su primer año y pasó varios años desempleado. Leanos trabajó como barrendero y se dedicó a la venta de drogas. Después de este trabajo intentó hacerse un hueco en el mundo de la fotografía, apoyado por sus amigos, los cuales eran raperos. Después de que alguien robara su cámara, decidió dedicarse al rap en lugar de invertir en una nueva.
Diego era adicto a la heroína, junto con los opiáceos y otras benzodiazepinas; luego de dos años de rehabilitación, logró dejar las drogas. Actualmente se pronuncia en contra del abuso del Xanax e incita a la gente a dejar de usar el medicamento por completo.

## Carrera

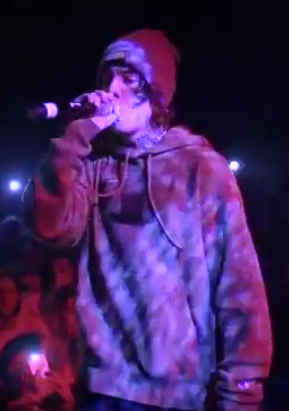
Lil Xan durante el Xanarchy Tour en Berkeley en 2018

Diego comenzó a ganar reconocimiento a través de plataformas como SoundCloud y YouTube. Su popularidad creció después de la publicación del vídeoclip para su canción "Betrayed" en agosto de 2017. La canción alcanzó el puesto 64 en el Billboard Hot 100. En una entrevista con XXL, Leanos anunció su álbum debut "Total Xanarchy", donde la cantante y compositora inglesa, Charlotte Emma Aitchison, conocida profesionalmente como Charli XCX, tiene una participación en la canción "Moonlight". 
Tiene colaboraciones con artistas como Diplo, en la canción "Color Blind"; además con Swae Lee. En diciembre de 2017, Leanos anunció el Total Xanarchy tour, que agotó las entradas en solo cinco horas, de acuerdo a Billboard.
En 2018, Leanos anunció que iba a cambiar su nombre artístico a "Diego" con el fin de apoyar su mensaje en contra de las drogas, aunque más tarde dijo en una entrevista que no estaba seguro de si iba a cambiar su nombre finalmente.
Leanos lanzó su álbum de estudio debut, Total Xanarchy el 6 de abril de 2018. El álbum recibió críticas en su mayoría negativas de los críticos, pero fue un éxito comercial moderado, debutando en el número diez en el Billboard 200 y vendiendo 28,000 copias en su primera semana. El mes siguiente, en mayo de 2018, Leanos anunció el mixtape Heartbreak Soldiers que se lanzó el 8 de julio de 2018. En septiembre de 2018, Leanos anunció que había estado trabajando en un álbum titulado Be Safe como tributo a Mac Miller, ya que estas fueron las últimas palabras que le dijo a Leanos antes de su muerte.
Leanos ha dado una serie de declaraciones contradictorias con respecto a su segundo álbum aún inédito. Inicialmente, planeó lanzar su proyecto Be Safe en 2019, pero el álbum entró en el limbo de la producción y finalmente fue descartado. En noviembre de 2019, anunció que su próximo álbum se titularía When September Ends y lanzó una portada del álbum que lo acompañaba, pero esto tampoco llegó a buen término. En enero de 2020, Leanos anunció que su álbum estaba terminado y que se llamaría Sorry I Didn't Quit, revelando una nueva portada de álbum que se inspiró en Sorry 4 the Wait de Lil Wayne, pero este proyecto parece haber sido desechado también.
En noviembre del mismo año, Diego tiene una participación en la canción "Swimming" de la artista pop estadounidense, Baby Goth, en el que también tiene participación el rapero, cantante, compositor y músico estadounidense, Michael White, más conocido profesionalmente como Trippie Redd. 
En septiembre del 2019,  participa en el álbum Mood Swings de la cantante de hip hop, rap y rock alternativo, Lucifena, donde tiene crédito en las canciones como "Lost At Sea", "Feel" y " Voices of the Dead". El 31 de octubre del mismo año, lanza su sencillo, titulado "Baby You Love Me", en el que se ve el estilo del rock y trap que emplea la canción, en el que también tiene participación al lado del guitarrista y productor, MorgothBeatz.
El 24 de junio de 2022, Leanos lanzó el EP Have a Nice Day, su primer proyecto en más de tres años, como una colaboración con el también rapero emo Chris Miles. El EP incluye una función de Lil Tracy y fue apoyado por el sencillo "Miss Me".

## Estilo musical
Leanos ha mencionado a Pharrell Williams y N.E.R.D como primeras influencias de hip hop, junto con otras como Arctic Monkeys, Cage the Elephant y Queens of the Stone Age. Leanos también ha descrito a Drake y Mac Miller como inspiraciones musicales.
De acuerdo a Pigeons & Planes, la música de Leanos comenzó como "trap típico" y más tarde se trasladó hacía ''un sonido más oscuro y  onírico''. The New Yorker ha descrito la música de Leanos como un "rap triste" más bien conocido como "SAD rap" en la industria del rap/trap.

## Vida personal
Leanos comenzó a salir con la cantante y actriz Noah Cyrus el 30 de junio de 2018. La pareja lanzó la colaboración "Live or Die" en agosto de 2018. Se separaron en septiembre de 2018 y ambas partes acusaron a la otra de ser infiel; Leanos también afirmó que la relación fue forzada por el sello discográfico de la pareja, Columbia, aunque luego asumió la responsabilidad de la ruptura y dijo que "no tiene nada más que amor por la familia Cyrus".
Leanos ha sido abierto sobre su antigua adicción a las benzodiazepinas (particularmente Xanax) y opiáceos. Superó su adicción al Xanax después de dos años. Leanos es franco en contra del abuso de Xanax e insta a las personas a dejar de usar la droga por completo.
En febrero de 2019, Leanos anunció que él y su entonces prometida Annie Smith estaban esperando un hijo. Smith, sin embargo, afirmó haber tenido un aborto espontáneo, compartiendo la información sobre el incidente a través de un video y fotografías en Instagram. En una entrevista de No Jumper semanas después, Leanos dijo que sospechaba que Smith había estado fingiendo su embarazo después de que varios fanáticos del rapero en las redes sociales señalaron que las supuestas fotos de ultrasonido de Smith parecían idénticas a las que se podían encontrar usando una búsqueda de imágenes de Google. La pareja eventualmente se separaría y Leanos actualmente está saliendo con la fotógrafa Gabby Parsons.

## Discografía

### Álbumes
| Título             | Detalles del álbum                                                                         | Posiciones |
| Título             | Detalles del álbum                                                                         | US         |
| ------------------ | ------------------------------------------------------------------------------------------ | ---------- |
| Total Xanarchy     | - Publicado: 6 de abril de 2018 - Formato: Descarga digital - Sello discográfico: Columbia | 10         |
| Heartbreak Soldier | - Publicado: 8 de julio de 2018 - Formato: Descarga digital - Sello discográfico: Columbia |            |

### Sencillos

#### Como artista principal
| Título                                                                       | Año  | Posiciones en el gráfico | Posiciones en el gráfico | Posiciones en el gráfico | Posiciones en el gráfico | Certificación                      | Álbum                         |
| Título                                                                       | Año  | US                       | USR&B/HH                 | CAN                      | SWEHeat.                 | Certificación                      | Álbum                         |
| ---------------------------------------------------------------------------- | ---- | ------------------------ | ------------------------ | ------------------------ | ------------------------ | ---------------------------------- | ----------------------------- |
| "Montana Doe"                                                                | 2016 | —                        | —                        | —                        | —                        |                                    |                               |
| "Who Are You?" (con Oohdem Beatz)                                            | 2016 | —                        | —                        | —                        | —                        |                                    | CITGO                         |
| "Center Fold" (con Julian Dova y Oohdem Beatz)                               | 2016 | —                        | —                        | —                        | —                        |                                    |                               |
| "Sorry" (con Oohdem Beatz)                                                   | 2016 | —                        | —                        | —                        | —                        |                                    |                               |
| "Vicodin" (con Julian Dova y Oohdem Beatz)                                   | 2017 | —                        | —                        | —                        | —                        |                                    |                               |
| "Been Bout It"                                                               | 2017 | —                        | —                        | —                        | —                        |                                    |                               |
| "Xanarchy"                                                                   | 2017 | —                        | —                        | —                        | —                        |                                    | Xanarchy                      |
| "No Love"                                                                    | 2017 | —                        | —                        | —                        | —                        |                                    | Xanarchy                      |
| "Crash the Whip" (con $teven Cannon)                                         | 2017 | —                        | —                        | —                        | —                        |                                    |                               |
| "Slingshot"                                                                  | 2017 | —                        | —                        | —                        | —                        | - MC: Gold                         | Total Xanarchy                |
| "Betrayed"                                                                   | 2017 | 64                       | 28                       | 49                       | 11                       | - RIAA: Platinum - MC: 2× Platinum | Total Xanarchy                |
| "Far"                                                                        | 2017 | —                        | —                        | —                        | —                        |                                    | Total Xanarchy                |
| "Water (Models)" (con Spell Jordan featuring Smokeasac)                      | 2017 | —                        | —                        | —                        | —                        |                                    |                               |
| "Wake Up"                                                                    | 2017 | —                        | —                        | —                        | —                        |                                    | Total Xanarchy                |
| "Color Blind" (con Diplo)                                                    | 2018 | —                        | —                        | —                        | —                        | - RIAA: Gold - MC: Gold            | California and Total Xanarchy |
| "The Man" (featuring $teven Cannon)                                          | 2018 | —                        | —                        | —                        | —                        |                                    | Total Xanarchy                |
| "Moonlight" (con Charli XCX)                                                 | 2018 | —                        | —                        | —                        | —                        |                                    | Total Xanarchy                |
| "Lies" (featuring Lil Skies)                                                 | 2018 | —                        | —                        | —                        | —                        |                                    | Heartbreak Soldiers           |
| "Live or Die" (con Noah Cyrus)                                               | 2018 | —                        | —                        | —                        | —                        |                                    |                               |
| "Slope"                                                                      | 2018 | —                        | —                        | —                        | —                        |                                    | Xanarchy Militia              |
| "On Sight" (con Lucifena)                                                    | 2018 | —                        | —                        | —                        | —                        |                                    |                               |
| "Watch Me Fall"                                                              | 2019 | —                        | —                        | —                        | —                        |                                    |                               |
| "Tree Sap"                                                                   | 2019 | —                        | —                        | —                        | —                        |                                    |                               |
| "Shake It"                                                                   | 2019 | —                        | —                        | —                        | —                        |                                    | Pornhub Valentine's Day Album |
| "Summer Days"                                                                | 2019 | —                        | —                        | —                        | —                        |                                    | Fireworks                     |
| "Jewelry" (con DJ Stadium and PH4DE)                                         | 2019 | —                        | —                        | —                        | —                        |                                    |                               |
| "I Might" (con $teven Cannon, YBN Nahmir, y YBN Almighty Jay)                | 2019 | —                        | —                        | —                        | —                        |                                    |                               |
| "Bloody Nose"                                                                | 2019 | —                        | —                        | —                        | —                        |                                    |                               |
| "Midnight In Prague"                                                         | 2019 | —                        | —                        | —                        | —                        |                                    |                               |
| "West Side"                                                                  | 2019 | —                        | —                        | —                        | —                        |                                    |                               |
| "Like Me"                                                                    | 2019 | —                        | —                        | —                        | —                        |                                    |                               |
| "Wrong Way" (con Kidd Keo)                                                   | 2019 | —                        | —                        | —                        | —                        |                                    |                               |
| "Death to Mumble Rap 2" (con Gawne)                                          | 2020 | —                        | —                        | —                        | —                        |                                    | Eternal                       |
| "Willow"                                                                     | 2020 | —                        | —                        | —                        | —                        |                                    |                               |
| "Everything I Own"                                                           | 2020 | —                        | —                        | —                        | —                        |                                    |                               |
| "My Girlfriend"                                                              | 2020 | —                        | —                        | —                        | —                        |                                    |                               |
| "Life Sucks"                                                                 | 2021 | —                        | —                        | —                        | —                        |                                    |                               |
| "Miss Me" (con Chris Miles)                                                  | 2021 | —                        | —                        | —                        | —                        |                                    | have a nice day               |
| "Go Crazy" (con Imanbek y KDDK)                                              | 2021 | —                        | —                        | —                        | —                        |                                    | Sencillo sin álbum            |
| "Rebound" (con $teven Cannon y Kinfolk John)                                 | 2022 | —                        | —                        | —                        | —                        |                                    | Sencillo sin álbum            |
| "All Ur Best Friends" (con Goner)                                            | 2022 | —                        | —                        | —                        | —                        |                                    | Sencillo sin álbum            |
| "NODA"                                                                       | 2023 | —                        | —                        | —                        | —                        |                                    | Sencillo sin álbum            |
| "Used To"                                                                    | 2023 | —                        | —                        | —                        | —                        |                                    | Sencillo sin álbum            |
| "Won't Overdose"                                                             | 2024 | —                        | —                        | —                        | —                        |                                    | Sencillo sin álbum            |
| "—" denota una grabación que no se registró o no se lanzó en ese territorio. |      |                          |                          |                          |                          |                                    |                               |

#### Como artista destacado
| Título                                                            | Año  | Álbum                        |
| ----------------------------------------------------------------- | ---- | ---------------------------- |
| "Don't Trap on Me" (Ben Great featuring Lil Xan)                  | 2017 |                              |
| "Lifeless" (Chem X featuring Lil Xan)                             | 2017 |                              |
| "For the Better" (Kid Kaze featuring Lil Xan)                     | 2017 |                              |
| "Lost" (Joei Razook featuring Lil Xan)                            | 2017 |                              |
| "Whoa" (HenneyPapi featuring Lil Xan)                             | 2018 |                              |
| "Racksonracksonracks" (HenneyPapi featuring Lil Xan)              | 2018 | Litlyfe II                   |
| "I Got" (Sonny Digital featuring Lil Xan and $teven Cannon)       | 2018 |                              |
| "Wait" (Kid Kaze featuring Lil Xan)                               | 2018 |                              |
| "Yung Xan" (Yung Bans featuring Lil Xan)                          | 2018 | Yung Bans, Vol. 4            |
| "Brainfreeze" (Prime Society featuring Lil Xan and $teven Cannon) | 2018 |                              |
| "Crazy Shit" (Skooly featuring Lil Xan)                           | 2018 | Don't You Ever Forget Me 3   |
| "Percy" (Lil Icepack featuring Lil Xan)                           | 2018 |                              |
| "Cookin'" (Blatz featuring $teven Cannon and Lil Xan)             | 2018 |                              |
| "Purpple Hearts" (Diablo featuring Lil Xan and Smokepurpp)        | 2018 |                              |
| "I Might" ($teven Cannon featuring Lil Xan)                       | 2018 | Lowkey                       |
| "Swimming" (Baby Goth featuring Trippie Redd and Lil Xan)         | 2018 | Baby Goth                    |
| "Lost at Sea" (Lucifena featuring Lil Xan)                        | 2019 | Mood Swings                  |
| "XOXO" (Jumex featuring Lil Xan)                                  | 2020 |                              |
| "OMG its Rarri" (Rarri featuring Lil Xan)                         | 2020 | Universe 444                 |
| "Gassed" (Kinfolk Jon featuring Lil Xan and $teven Cannon)        | 2020 |                              |
| "Girls Girls Girls" ($teven Cannon featuring Lil Xan)             | 2020 |                              |
| "Phone" (C.R.O featuring Lil Xan)                                 | 2020 |                              |
| "TITI" (Diablo featuring Lil Xan and Harry Nach)                  | 2020 |                              |
| "Down for Life" (Ola Runt featuring Lil Xan and Diablo)           | 2021 | Atlanta's Most Wanted        |
| "Stars" (Steve Aoki featuring Lil Xan)                            | 2022 | HiROQUEST: Genesis           |
| "Gorgeous" ($teven Cannon featuring Lil Xan)                      | 2023 | TROUBLES IN the TRAP, Vol. 2 |

## Premios y nominaciones
| Año  | Premio                  | Categoría                 | Resultado | Ref.   |
| ---- | ----------------------- | ------------------------- | --------- | ------ |
| 2018 | MTV Video Music Awards  | Artista de empuje del año | Nominado  | [ 50 ] |
| 2018 | MTV Europe Music Awards | Mejor empuje              | Nominado  | [ 50 ] |